# Powiat Kamo
Powiat Kamo (jap. 加茂郡 Kamo-gun) – powiat w Japonii, w prefekturze Gifu. W 2024 roku liczył 44 792 mieszkańców.

## Miejscowości
- Hichisō
- Higashishirakawa
- Kawabe
- Sakahogi
- Shirakawa
- Tomika
- Yaotsu